# Danh sách đĩa nhạc của Twenty One Pilots
Bộ đôi âm nhạc Mỹ Twenty One Pilots đã phát hành bốn album phòng thu, một album trực tiếp, bảy đĩa mở rộng, mười ba đĩa đơn và hai mươi video âm nhạc. Ban nhạc được thành lập năm 2009 và hiện tại gồm có Tyler Joseph và Josh Dun. Họ đã tự phát hành hai album, Twenty One Pilots vào năm 2009 và Regional at Best vào năm 2011, trước khi ký hợp đồng với Fueled by Ramen vào năm 2012. Họ phát hành album phòng thu thứ ba, Vessel với Fueled by Ramen vào năm 2013. Album phòng thu thứ tư, Blurryface, được phát hành ngày 15 tháng 5 năm 2015 qua cùng hãng đĩa. Vào ngày 25 tháng 11 năm 2016, họ phát hành Blurryface Live, trên 3 LP, Tri-Gatefold Picture Disc Vinyl giới thiệu các bản thu âm trực tiếp tại nhà hát The Fox Theater ở Oakland, CA.

## Album

### Album phòng thu
| Tựa đề                                                                                   | Chi tiết album                                                                                    | Vị trí xếp hạng cao nhất | Vị trí xếp hạng cao nhất | Vị trí xếp hạng cao nhất | Vị trí xếp hạng cao nhất | Vị trí xếp hạng cao nhất | Vị trí xếp hạng cao nhất | Vị trí xếp hạng cao nhất | Vị trí xếp hạng cao nhất | Vị trí xếp hạng cao nhất | Vị trí xếp hạng cao nhất | Chứng nhận                                                                           | Doanh số                               |
| Tựa đề                                                                                   | Chi tiết album                                                                                    | Hoa Kỳ                   | Úc                       | Bỉ                       | Canada                   | Phần Lan                 | Ireland                  | Hà Lan                   | New Zealand              | Thụy Điển                | Anh Quốc                 | Chứng nhận                                                                           | Doanh số                               |
| ---------------------------------------------------------------------------------------- | ------------------------------------------------------------------------------------------------- | ------------------------ | ------------------------ | ------------------------ | ------------------------ | ------------------------ | ------------------------ | ------------------------ | ------------------------ | ------------------------ | ------------------------ | ------------------------------------------------------------------------------------ | -------------------------------------- |
| Twenty One Pilots                                                                        | - Phát hành: 29 tháng 12 năm 2009 - Nhãn đĩa: Tự phát hành - Định dạng: CD, DL                    | 141                      | —                        | —                        | —                        | —                        | —                        | —                        | —                        | —                        | —                        |                                                                                      | - Hoa Kỳ: 115.000                      |
| Regional at Best                                                                         | - Phát hành: 8 tháng 7 năm 2011 - Nhãn đĩa: Tự phát hành - Định dạng: CD, DL                      | —                        | —                        | —                        | —                        | —                        | —                        | —                        | —                        | —                        | —                        |                                                                                      | - Hoa Kỳ: 3.000                        |
| Vessel                                                                                   | - Phát hành: 8 tháng 1 năm 2013 - Nhãn đĩa: Fueled by Ramen (531792) - Định dạng: CD, CS, DL, LP  | 21                       | 51                       | 126                      | 29                       | 49                       | 24                       | 62                       | —                        | 60                       | 39                       | - RIAA: Bạch kim - BPI: Vàng                                                         | - Hoa Kỳ: 569.000                      |
| Blurryface                                                                               | - Phát hành: 19 tháng 5 năm 2015 - Nhãn đĩa: Fueled by Ramen (548932) - Định dạng: CD, CS, DL, LP | 1                        | 7                        | 17                       | 4                        | 5                        | 7                        | 18                       | 2                        | 9                        | 5                        | - RIAA: 2× Bạch kim - ARIA: Vàng - BPI: Vàng - GLF: Vàng - MC: Bạch kim - RMNZ: Vàng | - Anh Quốc: 70.071 - Hoa Kỳ: 1.270.000 |
| Ký hiệu "—" chỉ bản thu âm không được xếp hạng hoặc không được phát hành tại khu vực đó. |                                                                                                   |                          |                          |                          |                          |                          |                          |                          |                          |                          |                          |                                                                                      |                                        |

### Album trực tiếp
| Tựa đề          | Chi tiết album                                                                |
| --------------- | ----------------------------------------------------------------------------- |
| Blurryface Live | - Phát hành: 25 tháng 11 năm 2016 - Nhãn đĩa: Fueled by Ramen - Định dạng: LP |

## Đĩa mở rộng
| Tựa đề                         | Chi tiết đĩa mở rộng                                                                             |
| ------------------------------ | ------------------------------------------------------------------------------------------------ |
| Three Songs                    | - Phát hành: 17 tháng 7 năm 2012 - Nhãn đĩa: Fueled by Ramen - Định dạng: DL                     |
| Migraine                       | - Phát hành: 14 tháng 6 năm 2013 - Nhãn đĩa: Fueled by Ramen - Định dạng: DL                     |
| Holding On to You              | - Phát hành: 16 tháng 8 năm 2013 - Nhãn đĩa: Fueled by Ramen - Định dạng: DL                     |
| Quiet Is Violent               | - Phát hành: 1 tháng 8 năm 2014 - Nhãn đĩa: Fueled by Ramen (7567867179) - Định dạng: CD, DL     |
| The LC LP                      | - Phát hành: 18 tháng 4 năm 2015 - Nhãn đĩa: Fueled by Ramen (548230) - Định dạng: Đĩa than 12"  |
| Double Sided                   | - Phát hành: 16 tháng 4 năm 2016 - Nhãn đĩa: Fueled by Ramen (554232-7) - Định dạng: Đĩa than 7" |
| TOPxMM (The Mutemath Sessions) | - Phát hành: 19 tháng 12 năm 2016 - Nhãn đĩa: Tự phát hành - Định dạng: DL                       |

## Đĩa đơn
| "Holding on to You"                                                                      | 2012 | —  | 10 | 33 | —  | —  | —  | —  | —  | —  | —  | - RIAA: Vàng | Vessel                   |
| "Guns for Hands"                                                                         | 2012 | —  | —  | —  | —  | —  | —  | —  | —  | —  | —  | | Vessel                   |
| "Lovely"                                                                                 | 2013 | —  | —  | —  | —  | —  | —  | —  | —  | —  | —  | | Vessel                   |
| "House of Gold"                                                                          | 2013 | —  | 10 | 38 | —  | —  | —  | —  | —  | —  | —  | - RIAA: Vàng | Vessel                   |
| "Fake You Out"                                                                           | 2013 | —  | —  | —  | —  | —  | —  | —  | —  | —  | —  | | Vessel                   |
| "Car Radio"                                                                              | 2014 | —  | 28 | 20 | —  | —  | —  | —  | —  | —  | —  | - RIAA: Bạch kim | Vessel                   |
| "Fairly Local"                                                                           | 2015 | 84 | —  | 8  | —  | —  | —  | —  | —  | —  | —  | | Blurryface               |
| "Tear in My Heart"                                                                       | 2015 | 82 | 2  | 6  | 60 | —  | 88 | —  | —  | —  | —  | - RIAA: Bạch kim - MC: Vàng | Blurryface               |
| "Stressed Out"                                                                           | 2015 | 2  | 1  | 1  | 2  | 3  | 3  | 7  | 5  | 9  | 12 | - RIAA: 5× Bạch kim - ARIA: 3× Bạch kim - BEA: Bạch kim - BPI: Bạch kim - FIMI: 3× Bạch kim - GLF: 4× Bạch kim - MC: 3× Bạch kim - RMNZ: 2× Bạch kim | Blurryface               |
| "Lane Boy"                                                                               | 2015 | —  | —  | 28 | —  | —  | —  | —  | —  | —  | —  | | Blurryface               |
| "Ride"                                                                                   | 2015 | 5  | 1  | 1  | 18 | 12 | 13 | 23 | 10 | 50 | 47 | - RIAA: 3× Bạch kim - ARIA: Bạch kim - BEA: Vàng - BPI: Bạc - FIMI: Bạch kim - GLF: Bạch kim - MC: Vàng - RMNZ: Vàng                                 | Blurryface               |
| "Heathens"                                                                               | 2016 | 2  | 1  | 1  | 3  | 10 | 3  | 11 | 2  | 6  | 5  | - RIAA: 3× Bạch kim - ARIA: 2× Bạch kim - BPI: Bạch kim - FIMI: Bạch kim - MC: 2× Bạch kim - RMNZ: Bạch kim                                          | Suicide Squad: The Album |
| "Heavydirtysoul"                                                                         | 2016 | —  | 4  | 8  | —  | —  | —  | —  | —  | —  | —  | - RIAA: Vàng | Blurryface               |
| Ký hiệu "—" chỉ bản thu âm không được xếp hạng hoặc không được phát hành tại khu vực đó. |      |    |    |    |    |    |    |    |    |    |    | |                          |

### Đĩa đơn quảng bá
| Tựa đề   | Năm  | Vị trí xếp hạng cao nhất | Vị trí xếp hạng cao nhất | Vị trí xếp hạng cao nhất | Vị trí xếp hạng cao nhất | Vị trí xếp hạng cao nhất | Vị trí xếp hạng cao nhất | Album                                 |
| Tựa đề   | Năm  | Hoa Kỳ                   | Hoa Kỳ Rock              | Úc                       | Canada                   | New Zealand              | Anh Quốc                 | Album                                 |
| -------- | ---- | ------------------------ | ------------------------ | ------------------------ | ------------------------ | ------------------------ | ------------------------ | ------------------------------------- |
| "Cancer" | 2016 | 91                       | 6                        | 53                       | 75                       | —                        | 93                       | Rock Sound Presents: The Black Parade |

## Các bài hát được xếp hạng khác
| Tựa đề                          | Năm  | Vị trí xếp hạng cao nhất | Album      |
| Tựa đề                          | Năm  | Hoa Kỳ Rock              | Album      |
| ------------------------------- | ---- | ------------------------ | ---------- |
| "Heavydirtysoul"                | 2015 | 29                       | Blurryface |
| "Polarize"                      | 2015 | 31                       | Blurryface |
| "The Judge"                     | 2015 | 32                       | Blurryface |
| "Doubt"                         | 2015 | 32                       | Blurryface |
| "Message Man"                   | 2015 | 35                       | Blurryface |
| "Goner"                         | 2015 | 37                       | Blurryface |
| "We Don't Believe What's on TV" | 2015 | 39                       | Blurryface |

## Video âm nhạc
| Năm  | Tựa đề              | Đạo diễn         | Album                    | Video |
| ---- | ------------------- | ---------------- | ------------------------ | ----- |
| 2012 | "Holding on to You" | Jordan Bahat     | Vessel                   |       |
| 2013 | "Guns for Hands"    | Mark C. Eshleman | Vessel                   |       |
| 2013 | "Car Radio"         | Mark C. Eshleman | Vessel                   |       |
| 2013 | "House of Gold"     | Warren Kommers   | Vessel                   |       |
| 2013 | "Migraine"          | Mark C. Eshleman | Vessel                   | —     |
| 2013 | "Truce"             | Mark C. Eshleman | Vessel                   |       |
| 2014 | "Ode to Sleep"      | Mark C. Eshleman | Vessel                   |       |
| 2015 | "Fairly Local"      | Mark C. Eshleman | Blurryface               |       |
| 2015 | "Tear in My Heart"  | Marc Klasfeld    | Blurryface               |       |
| 2015 | "Stressed Out"      | Mark C. Eshleman | Blurryface               |       |
| 2015 | "Lane Boy"          | Mark C. Eshleman | Blurryface               |       |
| 2015 | "Ride"              | Mark C. Eshleman | Blurryface               |       |
| 2016 | "Heathens"          | Andrew Donoho    | Suicide Squad: The Album |       |

### Các bản cover
| Năm  | Tựa đề                       | Nghệ sĩ gốc         | Đạo diễn         | Video |
| ---- | ---------------------------- | ------------------- | ---------------- | ----- |
| 2011 | "Jar of Hearts"              | Christina Perri     | Mark C. Eshleman |       |
| 2013 | "Can't Help Falling in Love" | Elvis Presley       | Mark C. Eshleman |       |
| 2014 | "Mad World"                  | Tears for Fears     | Mark C. Eshleman |       |
| 2016 | "Cancer"                     | My Chemical Romance | Tantrum Content  |       |